# Aeroportul Kittilä
Aeroportul Kittilä (IATA: KTT, ICAO: EFKT) este un aeroport din Kittilä, Laponia, Regional State Administrative Agency for Lapland⁠(d), Finlanda ce deservește zona Kittilä. Aeroportul a fost tranzitat în 2022 de 337.198 de pasageri. A fost deschis în 11 septembrie 1979 și numit după zona deservită.
Situat la o altitudine de 197 m, aeroportul dispune de 1 pistă. Este operat de Finavia⁠(d).

## Infrastructură

### Piste
Aeroportul dispune de o singură pistă. Pista 16/34 are suprafața de asfalt și dimensiunile 2.500 m × 45 m. 